# Ян Рокіта
Ян Владислав Рокіта (пол. Jan Władysław Rokita; нар. 18 червня 1959 року, Краків) — польський політик та публіцист, міністр Кабінету Міністрів Польщі (1992—1993), член Сейму Польщі X, I, II, III, IV i V скликань, співзасновник Консервативно-народної партії та її президент у 2000—2002 роках, один з лідерів партії «Громадянська платформа» у перші роки її існування, заступник голови у 2001—2003 та 2005—2006 роках та голова парламентського клубу у 2003—2005 роках.

## Біографія
Народився 18 червня 1959 року в Кракові. Закінчив юридичний факультет Ягеллонського університету. У 1980-х роках був членом Незалежної спілки студентів та активістом опозиційного руху «Свобода і мир» організацій антикомуністичного та пацифістичного характеру. Після 1980 року вступив в «Солідарність», був головою цієї профспілки в Ягеллонському університеті.

### Політична діяльність
Брав участь в засіданнях «Круглого столу» як представник «Солідарності». У 1989 році обраний членом Сейму ПНР X скликання (так званого «контрактного Сейму»). Був членом і віце-головою Громадянського парламентського клубу, очолював спеціальну комісію Сейму з розслідування діяльності Міністерства внутрішніх справ, яка розглядала архівів колишньої Служби безпеки. Був автором «рапорту Рокіти» — підсумкової доповіді про роботу комісії.
У 1990 році був обраний до Сейму Республіки Польща I скликання. В уряді Ганни Сухоцької займав посаду міністра — шефа Кабінету міністрів. Займався плануванням адміністративної реформи.
Після падіння уряду і дострокових виборів в 1993 році став членом Сейму II скликання від Демократичного союзу, 1994 року вступив до новоствореної партії «Союз свободи». У січні 1997 року вийшов з «Союзу свободи» і став співзасновником Консервативно-народної партії, яка приєдналася до Виборчого руху «Солідарність». За списком виборчого комітету Маріана Кшаклевського увійшов в Сейм III скликання.
Після створення «Громадянської платформи» в січні 2001 року був противником приєднання до неї Консервативно-народної партії, проте через кілька місяців змінив свою думку і вступив в нову партію.
У вересні 2001 року обраний депутатом Сейму IV скликання. У 2002 році балотувався на пост мера Кракова, але програв.
На парламентських виборах у вересні 2005 року в шостий раз поспіль отримав депутатський мандат в Сеймі V скликання.
На виборах мера Кракова 2006 року разом з групою парламентаріїв «Громадянської платформи» з Кракова підтримав у другому турі Ришарда Терлецького.

### Відхід з політики
У 2006 році Ян Рокіта став координатором, так званого, тіньового кабінету.
14 вересня 2007 року в передачі «Герой тижня» на телеканалі TVN24 заявив, що він не братиме участі в дострокових парламентських виборах і йде з активної політики.
У 2008 році став співзасновником інтернет-порталу Polska XXI. З 2008 по 2009 рік був політичним оглядачем польської газети «Dziennik».
У 2013 році виключений із Громадянської платформи за несплату членських внесків.
З 2014 року — коментатор телеканалу «TVN24 Biznes i Świat», підтримував виборчий комітет Polska Razem на виборах в Європарламент. У 2018 року призвав голосувати за Малгожату Вассерман, а в 2019 році — на Кшиштофа Мазура, які представляли партію «Право і справедливість», а також підтримував окремі ініціативи цієї партії.

## Нагороди
- Командорський хрест Ордена Відродження Польщі (2008)[19];
- Хрест свободи та солідарності (2018)[20];

- Премія Киселя (2003);

- «Людина Року» за версією тижневика Wprost (2003);

- Медаль «Незламним в слові» (11 грудня 2011)[21].

## Особисте життя
Першою дружиною Яна Рокіти (цивільний шлюб) була журналіст і письменник Катажина Ціммерер. Другою дружиною є Неллі Рокіта, депутат Сейму шостого скликання від партії «Право і справедливість»), німкеня з колишнього СРСР, має доньку від першого шлюбу.